# Grenchenberg
Grenchenberg är ett berg i Schweiz.   Det ligger i distriktet Bezirk Lebern och kantonen Solothurn, i den centrala delen av landet, 30 km norr om huvudstaden Bern. Toppen på Grenchenberg är 1 405 meter över havet, eller 558 meter över den omgivande terrängen. Bredden vid basen är 16,7 km.
Terrängen runt Grenchenberg är varierad. Runt Grenchenberg är det ganska tätbefolkat, med 139 invånare per kvadratkilometer.. Närmaste större samhälle är Biel, 12,4 km sydväst om Grenchenberg. 
Trakten runt Grenchenberg består till största delen av jordbruksmark.